# بیت سحم
بیت سحم (به عربی: بیت سحم) یک روستا در سوریه است که در ببیلا واقع شده‌است. بیت سحم ۱۵٬۶۶۷ نفر جمعیت دارد.